# 双加镇
双加镇，是中华人民共和国四川省泸州市龙马潭区下辖的一个乡镇级行政单位。

## 行政区划
双加镇下辖以下地区：
双加社区、罗基社区、枝子园村、中伙铺村、罗星村、颜坪村、凉坳村和大冲头村。